# Гемерске Тјеплице
Гемерске Тјеплице (слч. Gemerské Teplice) насељено је мјесто са административним статусом сеоске општине (слч. obec) у округу Ревуца, у Банскобистричком крају, Словачка Република.

## Становништво
| Година:    | 1994. | 2004.   | 2014.   | 2024.   |
| ---------- | ----- | ------- | ------- | ------- |
| Број људи: | 370   | 390     | 381     | 370     |
| Разлика:   |       | +5,40 % | -2,30 % | -2,88 % |

| Година:    | 2023. | 2024.   |
| ---------- | ----- | ------- |
| Број људи: | 373   | 370     |
| Разлика:   |       | -0,80 % |

Према подацима о броју становника из 2011. године насеље је имало 360 становника.